# Spencerville
Spencerville és una població dels Estats Units a l'estat d'Ohio. Segons el cens del 2000 tenia 2.235 habitants.

## Demografia
Segons el cens del 2000, Spencerville tenia 2.235 habitants, 845 habitatges, i 599 famílies. La densitat de població era de 948,3 habitants/km².
Dels 845 habitatges en un 35,9% hi vivien nens de menys de 18 anys, en un 53,4% hi vivien parelles casades, en un 13,1% dones solteres, i en un 29,1% no eren unitats familiars. En el 25,4% dels habitatges hi vivien persones soles el 13% de les quals corresponia a persones de 65 anys o més que vivien soles. El nombre mitjà de persones vivint en cada habitatge era de 2,54 i el nombre mitjà de persones que vivien en cada família era de 3,03.
Per edats la població es repartia de la següent manera: un 28,5% tenia menys de 18 anys, un 7,2% entre 18 i 24, un 27,2% entre 25 i 44, un 20,4% de 45 a 60 i un 16,6% 65 anys o més.
L'edat mediana era de 35 anys. Per cada 100 dones de 18 o més anys hi havia 82,9 homes.
La renda mediana per habitatge era de 32.619 $ i la renda mediana per família de 40.625 $. Els homes tenien una renda mediana de 30.701 $ mentre que les dones 22.708 $. La renda per capita de la població era de 17.140 $. Aproximadament el 12,3% de les famílies i el 13% de la població estaven per davall del llindar de pobresa.

## Poblacions més properes
El següent diagrama mostra les poblacions més properes.